# Венц, Пит
Пи́тер Лью́ис Ки́нгстон Венц III (англ. Peter Lewis Kingston Wentz III, род. 5 июня 1979, Уилметт, Иллинойс, США) — бэк-вокалист, басист, автор песен. Наиболее известен как басист американской рок-группы Fall Out Boy.

## Биография
Пит Венц родился и вырос в Уилметте, пригороде Чикаго. В школе он был отличным футбольным игроком и состоял в школьной футбольной команде. Затем Пит поступил в университет, где изучал политологию, но проучившись один семестр, бросил его и всерьез занялся музыкой. Он активно участвовал в хардкор-панковской жизни Чикаго и до Fall Out Boy играл в нескольких группах:
- Arma Angelus,
- 7 Angels of the Apocalypse,
- Culture of Violence,
- Extinction,
- Forever Ended Today,
- Baxter и Yellow Road Priest.
- Fall Out Boy — это четвёртая группа, где Пит и Энди (барабанщик) играли вместе.

В феврале 2005 года Пит пытался совершить самоубийство, приняв большую дозу антидепрессантов. Пит пролежал в больнице неделю. Вот что он сказал по этому поводу: «Мне хотелось спрятаться от окружающих все сильнее и сильнее. Чем дальше, тем хуже мне было. Я перестал спать. Мне хотелось уничтожить своё сознание, перестать думать». Пит говорит, что ему симпатичны музыканты-самоубийцы — Эллиотт Смит и Иэн Кертис из Joy Division.
У Пита есть шрам на подбородке, по слухам он получил его, когда пытался сделать какой-то трюк на сцене. А также шрам в брови — постарался Джо Троман, когда в шутку напал на него с его же бас-гитарой.
В марте 2006 года в Интернете появились фото обнаженного Пита. Разместивший их сайт объявил, что получил фото через третьи руки. Пит первоначально послал эти фотографии девушке, которая была ему симпатична и к которой у него был интерес. Ну а девушка, недолго думая, сдала фотографии папарацци, получив неплохие деньги. После этого Пит опубликовал на официальном сайте и дневниках сообщение, что эти фотографии были украдены с его мобильного телефона. Он сказал что плохо себя чувствовал около 24 часов и теперь для всех посмешище. Этот инцидент с обнаженными фотографиями был показан в клипе «This Ain’t a Scene, It’s an Arms Race».

## Карьера
Пит написал книгу под названием «The Boy With the Thorn In His Side», основанную на его ночных кошмарах. Следующая его книга называлась «Rainy Day Kids», релиз её был запланирован на 14 февраля 2006 года, но был отложен, так как Пит был не доволен некоторыми главами. Кроме того, Пит пишет ещё одну книгу вместе с Уильямом Бекеттом (William Beckett) из группы The Academy Is.
Пит также имеет собственную компанию Clandestine Industries, которая распространяет книги, одежду и другие товары. К тому же у него есть собственная звукозаписывающая студия Decaydance Records, на которой были записаны альбомы таких групп, как Panic! At The Disco, October Fall, Gym Class Heroes, The Hush Sound и Lifetime. Также он сотрудничал с компанией по съемкам фильмов Bartskull Films и выпустил свой DVD «Release the Bats».

## Личная жизнь
С 17 мая 2008 — по 22 ноября 2011 года Пит был женат на певице и актрисе Эшли Симпсон (род.03.10.1984). У бывших супругов есть сын: Бронкс Моугли Венц (род.20.11.2008).
С 2011 года Пит состоит в отношениях с моделью Мэган Кэмпер (род.02.05.1989).У пары двое детей: сын Сейнт Ласло Венц (род.20.08.2014) и дочь Марвел Джейн Венц (род. 20.04.2018).

## Интересные факты
- Он использует изготовленную на заказ бас-гитару Custom Made Fender '57 Precision Bass in White Blonde Transparent.
- У него 37 татуировок.
- Является другом Майки Уэя.
- Пит снялся в сериале C.S.I.: Место преступления Нью-Йорк (5 сезон 18 серия).
- Пит сыграл самого себя в сериале One tree hill (3 сезон 15,18 серия).
- Пит сыграл самого себя в первой серии второго сезона сериала «Блудливая калифорния».
- Пит снялся в фильме План побега 2.